# Heriades leavitti
Heriades leavitti là một loài Hymenoptera trong họ Megachilidae. Loài này được Crawford mô tả khoa học năm 1913.

## Hình ảnh

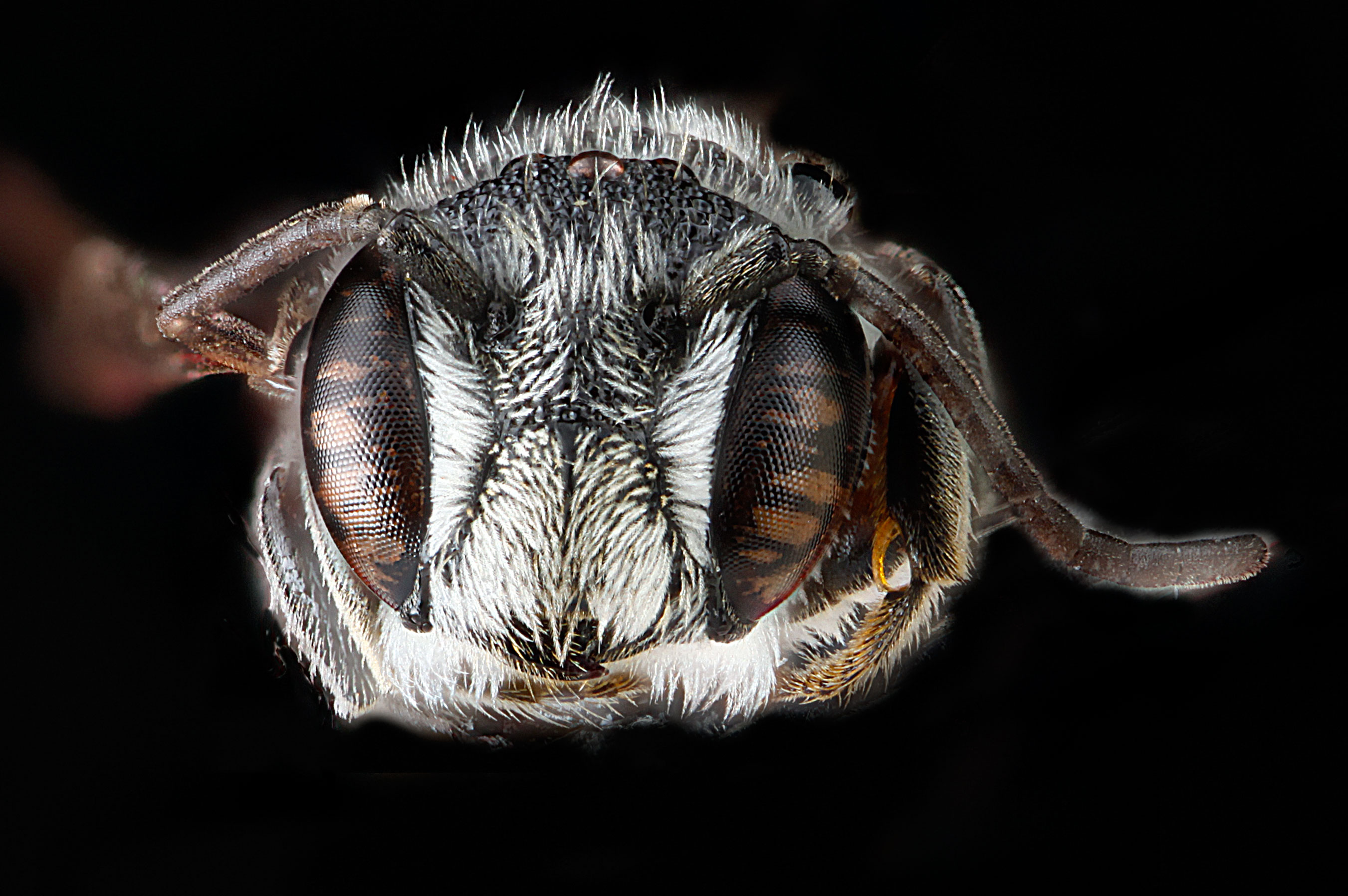